# Ditadura civil
Uma ditadura civil é uma forma de governo diferente das ditaduras militares em que o ditador no poder não deriva seu poder dos militares. Entre as ditaduras civis, as ditaduras de partido dominante tendem a durar mais que as ditaduras personalistas.

## Conceito
Um ditador é um líder político que governa um país com poder absoluto e ilimitado ou aquele que burla regras, regulamentos e leis existentes, contra o bem comum. Os países governados por ditadores são chamados de ditaduras. O termo foi aplicado pela primeira vez aos magistrados da antiga República Romana que receberam poderes extraordinários temporariamente para lidar com emergências, os ditadores modernos, de Adolf Hitler a Kim Jong-un. Um ditador civil, por outro lado, é aquele que ascendeu ao poder por meio de ardis ou fraudes, detendo total e absoluto poder sobre as forças armadas, sobre os legisladores, não respeita as decisões do poder judiciário, amordaça a mídia e não tolera qualquer forma de oposição.

## Caracterização e exemplos
Ditadores normalmente usam força militar ou fraude política para ganhar poder, que eles mantêm por meio do terror, coerção e a eliminação das liberdades civis básicas. Muitas vezes carismáticos por natureza, os ditadores tendem a empregar técnicas de propaganda de massa bombástica para estimular sentimentos de apoio e nacionalismo entre o povo. Embora os ditadores possam ter opiniões políticas fortes e serem apoiados por movimentos políticos organizados, eles são motivados apenas pela ambição pessoal ou ganância para manter o poder, por todos os meios e a todo custo. Eles geralmente empregam um slogan comum, para ganhar apelo de massa, criando uma falsa sensação de revolução, como anticorrupção ou similares. Eles anseiam pelo poder absoluto por um tempo limitado, supostamente para lidar com emergências sociais ou políticas.
À medida que a prevalência das monarquias declinou durante os séculos 19 e 20, ditaduras e democracias constitucionais tornaram-se as formas predominantes de governo em todo o mundo. Da mesma forma, o papel e os métodos dos ditadores mudaram ao longo do tempo. Durante o século 19, vários ditadores chegaram ao poder nos países latino-americanos quando se tornaram independentes da Espanha. Esses ditadores, como Antonio López de Santa Anna, no México, e Juan Manuel de Rosas, na Argentina, normalmente formavam exércitos privados para tomar o poder de novos governos nacionais fracos.
Caracterizados por Adolf Hitler na Alemanha nazista e Josef Stalin na União Soviética, os ditadores totalitários e fascistas que chegaram ao poder durante a primeira metade do século 20 eram significativamente diferentes dos governantes autoritários da América Latina pós-colonial. Esses ditadores modernos tendiam a ser indivíduos carismáticos que reuniam o povo para apoiar a ideologia de um único partido político como os partidos nazistas ou comunistas. Usando o medo e a propaganda para reprimir a dissidência pública, eles aproveitaram a tecnologia moderna para direcionar a economia de seu país para construir forças militares cada vez mais poderosas.
Após a Segunda Guerra Mundial, os governos enfraquecidos de vários países da Europa Oriental, Ásia e África caíram para ditadores comunistas de estilo soviético. Alguns desses ditadores posaram como presidentes ou primeiros-ministros “eleitos” às pressas que estabeleceram um regime autocrático de partido único anulando toda a oposição. Outros simplesmente usaram a força bruta para estabelecer ditaduras militares. Marcada pelo colapso da própria União Soviética em 1991, a maioria dessas ditaduras comunistas havia caído no final do século XX.
Ao longo da história, mesmo alguns governos totalmente constitucionais concederam temporariamente a seus líderes poderes extraordinários de ditador em tempos de crise. As ditaduras de Adolf Hitler na Alemanha e Benito Mussolini na Itália começaram sob proclamações de estado de emergência. Durante a Segunda Guerra Mundial, tanto os Estados Unidos quanto a Grã-Bretanha concederam a seus executivos amplos poderes de emergência extraconstitucionais que foram encerrados com a declaração de paz. A África, em particular, tornou-se hoje notória por criar ditadores civis que se mantêm no poder por décadas, alguns até em condições de saúde muito debilitantes, convocando o povo a suspender ou alterar suas constituições a fim de se perpetuar no poder, mesmo em antigas idades e senilidade aparente.